# Bordari
Fernando Artola Sagarzazu "Bordari" (Fuenterrabía, Guipúzcoa, 14 de febrero de 1910-3 de febrero de 1983)

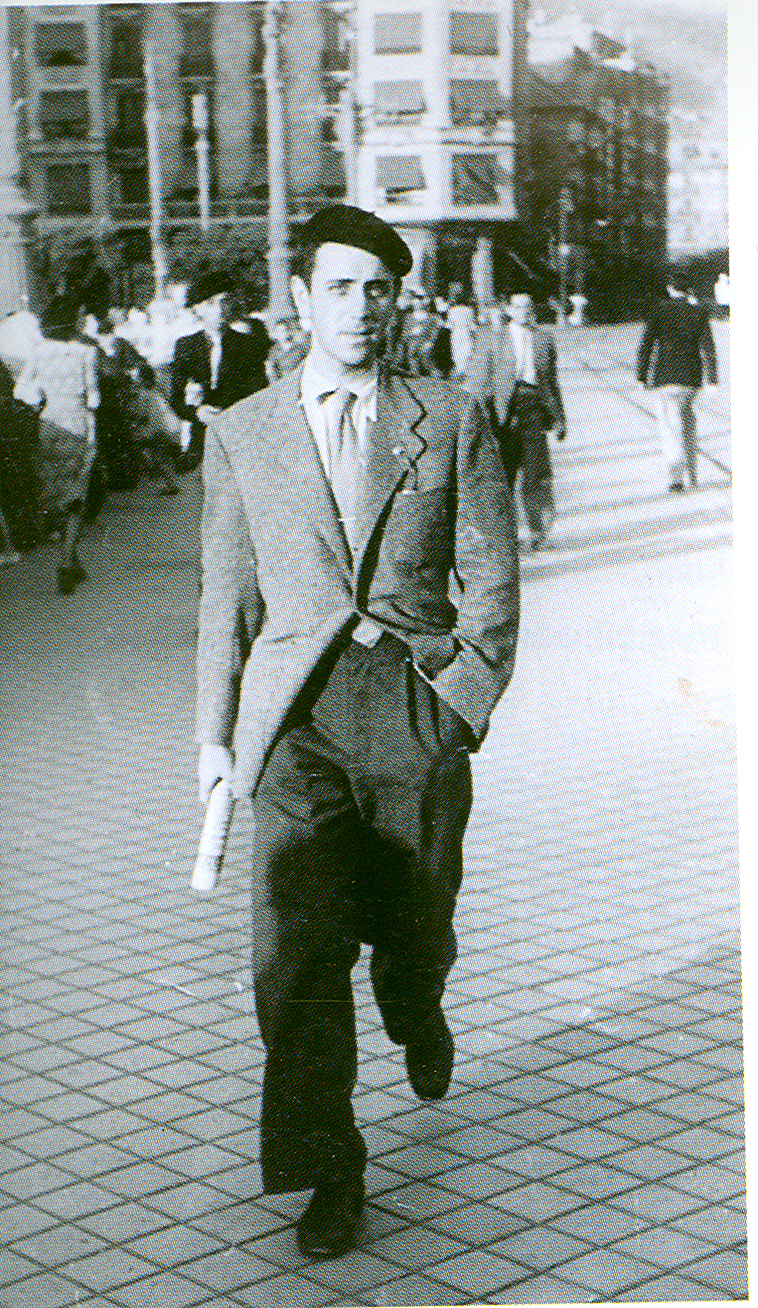
Fernando Artola "Bordari".

## Obra

### Narraciones
- Bakoitzak berea. I (1982, Sendoa)
- Bakoitzak berea. II (1982, Sendoa)
- Aritz beraren adarrak  1982, Auspoa)

### Poesía
- Goraintzi (Giza-alargunaren eskeintza) (1968, Graf. Valverde)

### Bertsos
- Txakurraren partia  ( 1983),
- Loreak eta Zimarra
- Pakea Lurrean
- Gora Ondarribia
- Amaia
- Noiz arte

- Datos: Q5139358
- Multimedia: Fernando Artola / Q5139358